# Tony Hawk (serie)
Tony Hawk es una serie de videojuegos de deportes y aventura extrema avalado por el skater profesional Tony Hawk y publicado por Activision. La serie fue desarrollada principalmente para consolas domésticas por Neversoft (1999-2007), y para dispositivos móviles por Vicarious Visions (2001-2007). Desde 2008, la serie ha sido desarrollada por Robomodo. Los primeros 5 títulos de la saga recibieron elogios por su modo de juego único, variadas bandas sonoras y la expansión sobre sus predecesores. Tony Hawk Pro Skater, Pro Skater 2 y Pro Skater 3 se clasifican por la crítica entre los mejores juegos jamás creados lanzados para PlayStation y PlayStation 2, respectivamente.
El 3 de diciembre de 2018, Tony Hawk anunció que Activision no publicaría el primer juego con el nombre de Tony Hawk; Tony Hawk's Skate Jam, que se lanzó para iOS y Android el 13 de diciembre de 2018. Un segundo remake en alta definición de los dos primeros juegos, Tony Hawk's Pro Skater 1 + 2, publicado por Activision y desarrollado por Vicarious Visions (que anteriormente desarrolló versiones de varios juegos de Tony Hawk), fue lanzado en Xbox One, PlayStation 4 y Windows el 4 de septiembre de 2020.

## Historia

### Era Neversoft (1999–2007)
El primer juego fue considerado revolucionario y la serie dominó el género. Debido al éxito de Pro Skater en 1999, Activision dio a conocer un número de secuelas. Pro Skater 2 (2000 para la PlayStation, 2001 para la Dreamcast, Nintendo 64, PC, Mac, Game Boy Color y Game Boy Advance). Una recopilación de los dos primeros juegos, Pro Skater 2x fue lanzado en Estados Unidos más tarde en el año 2001 para la Xbox.
Pro Skater 3 (2001) para el GameCube, Game Boy Color, PlayStation 2 y PlayStation fue publicado para Nintendo 64, Xbox, PC, Mac y Game Boy Advance en 2002. Es notable como siendo el primer título de PlayStation 2 tenga modo en línea, que datan de antes del lanzamiento del adaptador de red de banda ancha. También fue el último juego para la Nintendo 64. Pro Skater 4 (2002) fue lanzado para la PlayStation, PlayStation 2, GameCube, Game Boy Advance, PC, Mac, Xbox y Tapwave Zodiac. El quinto juego de la serie, Tony Hawk's Underground (THUG), fue lanzado en 2003 para PlayStation 2, GameCube, Xbox y Game Boy Advance. Este juego se diferencia no solo por el nombre de los títulos anteriores, pero también se centra en la idea de modo historia, en el que el jugador progresa a su personaje de un skater local a un skater profesional patrocinado. Tony Hawk's Underground 2 fue lanzado en octubre de 2004. El juego es una secuela directa de su predecesor, con el mismo protagonista y el antagonista como subterránea. Con el lanzamiento de la PlayStation Portable, Underground 2 fue reenpacado como Underground 2: Remix, un título de lanzamiento para la nueva consola portátil.
En 2005, American Wasteland fue lanzado en la PlayStation 2, Xbox, GameCube, Xbox 360 y más tarde en PC. Se extiende por todo Los Ángeles, California, en un gran entorno de mundo abierto, con la excepción de los niveles del modo clásico y es más grande que todos los juegos anteriores. La versión de Nintendo DS y la versión de Game Boy Advance fue llamado América Sk8land y contó con la animación cel - sombreado, conectividad inalámbrica y una historia ligeramente diferente. Downhill Jam fue lanzado en 2006 como un spin-off de la serie en la que se juegan carreras cuesta abajo, mientras se realizan trucos. La mayoría de los personajes eran de ficción, con la excepción de dos profesionales jugables: Tony Hawk y Kevin Staab. El juego fue lanzado en el Nintendo DS, Wii, Game Boy Advance y más tarde en PlayStation 2.
Proyect 8 salió para PS3, Xbox 360, PS2, Xbox y PSP en el año 2006. Toda el área utilizada para el modo historia se interconectaba como American Wasteland, pero esta vez no hubo tiempo de carga y no había túneles de carga. La novena entrega de la serie fue Proving Ground, lanzado en 2007 para la Xbox 360, PlayStation 2, PlayStation 3, Nintendo Wii y Nintendo DS.

### Era Robomodo (2008–presente)
Motion, un spin-off de la franquicia, fue lanzado para la Nintendo DS el 18 de noviembre de 2008. Motion utiliza controles de inclinación y movimiento que incorpora el juego. El juego también contó con la opción de tabla de snowboard. Otro spin-off de la franquicia, Ride, fue desarrollado por Robomodo, y puesto a la venta en noviembre de 2009 para la Xbox 360, Wii y PlayStation 3 con mala recepción crítica y comercial. El juego utiliza un periférico de mesa que utiliza acelerómetros y sensores para crear una experiencia más realista. El propio consejo recibió críticas negativas de los críticos. Tony Hawk mencionó en Twitter la existencia del siguiente juego, una secuela directa de Ride, según los informes, titulado Shred. El juego fue anunciado oficialmente por Activision el 22 de abril de 2010. El juego fue lanzado el 26 de octubre de 2010. El juego recibió críticas negativas de los críticos y fanes. El 9 de febrero de 2011, Activision anunció que la serie no contaría con una cuota en el año calendario 2011. Esto se debió a las malas críticas y ventas de los últimos juegos de la serie desde que Tony Hawk ha declarado que "vamos a hacer algo, probablemente para el próximo año, pero no puedo dar precisiones demasiado lejos", en relación con el año calendario 2012. La publicación del CEO de Activision declaró que creían en el poder de permanencia de la franquicia Tony Hawk, alegando que Tony Hawk "es un icono de duración, al parecer". Una nueva versión, Pro Skater HD, fue lanzada el 18 de julio de 2012. El 30 de octubre de 2013 en una entrevista con CNBC, Hawk discutió planes para una futura entrada a la serie. Hawk confirmó más tarde que la nueva entrada en la serie sería un spin-off exclusivo para móviles, Shred Sessions. Poco después de su lanzamiento en 2014 el juego se pospuso indefinidamente y se retiró de los mercados en los que había sido puesto en venta. La primera entrada principal a la serie desde 2007 se reveló en un artículo publicado por Game Informer el 5 de mayo de 2015. La décima entrega de la serie, Pro Skater 5, fue lanzado en PlayStation 4 y Xbox One el 29 de septiembre de 2015, con versiones de PlayStation 3 y Xbox 360 a la venta el 15 de diciembre de 2015. El juego mezcla la antigua mecánica del juego con nuevos giros e incluye un nuevo conjunto de niveles "lleno de objetivos y misiones que se pueden completar en solitario o con amigos a través de la cooperación en línea y el juego competitivo". Los jugadores eran capaces de aumentar de nivel, jugar en línea o fuera de línea y crear parques de skate que se podían compartir con el resto del mundo. El juego contó con muchos skaters profesionales, antiguos y nuevos, y con el regreso de Tony Hawk como el personaje principal, así como una nueva generación de skaters influenciados por los títulos originales. En 2018 Maple Media lanzó Tony Hawk's Skate Jam para móviles con sistemas operativos Android e iOS.

## Títulos
| Nombre                         | Año de lanzamiento | Consola | Tipo            |
| ------------------------------ | ------------------ | --- | --------------- |
| Tony Hawk's Pro Skater         | 1999               | PlayStation, Nintendo 64, Dreamcast, Game Boy Color, N-Gage                                                                                | Serie Principal |
| Tony Hawk's Pro Skater 2       | 2000               | PlayStation, Nintendo 64, Dreamcast, Windows, Mac, iPhone & iPod Touch, Game Boy Color, Game Boy Advance, Xbox (Tony Hawk's Pro Skater 2X) | Serie Principal |
| Tony Hawk's Pro Skater 3       | 2001               | PlayStation, PlayStation 2, GameCube, Game Boy Color, Game Boy Advance, Nintendo 64, Xbox, Windows                                         | Serie Principal |
| Tony Hawk's Pro Skater 4       | 2002               | PlayStation, PlayStation 2, GameCube, Game Boy Advance, Windows, Mac, Xbox, Tapwave Zodiac                                                 | Serie Principal |
| Tony Hawk's Underground        | 2003               | PlayStation 2, GameCube, Xbox, Game Boy Advance, Windows (Australia Only)                                                                  | Serie Principal |
| Tony Hawk's Underground 2      | 2004               | PlayStation 2, GameCube, Xbox, Windows, Game Boy Advance, Mobile phone, PSP (Tony Hawk's Underground 2 Remix)                              | Serie Principal |
| Tony Hawk's American Wasteland | 2005               | PlayStation 2, Xbox, Xbox 360, GameCube, Windows, Nintendo DS, Game Boy Advance                                                            | Serie Principal |
| Tony Hawk's Downhill Jam       | 2006               | PlayStation 2, Nintendo DS, Game Boy Advance, Wii                                                                                          | Spin-off        |
| Tony Hawk's Project 8          | 2006               | PlayStation 2, PlayStation 3, Xbox, Xbox 360, PSP                                                                                          | Serie Principal |
| Tony Hawk's Proving Ground     | 2007               | PlayStation 2, PlayStation 3, Nintendo DS, Wii, Xbox 360                                                                                   | Serie Principal |
| Tony Hawk's Motion             | 2008               | Nintendo DS | Spin-off        |
| Tony Hawk: Ride                | 2009               | PlayStation 3, Wii, Xbox 360 | Spin-off        |
| Tony Hawk: Shred               | 2010               | PlayStation 3, Wii, Xbox 360 | Spin-off        |
| Tony Hawk's Pro Skater HD      | 2012               | PlayStation 3, Xbox 360, Windows | Remake          |
| Tony Hawk's Pro Skater 5       | 2015               | PlayStation 3, Xbox 360, PlayStation 4, Xbox One                                                                                           | Serie principal |
| Tony Hawk's Skate Jam          | 2018               | iOS, Android | Spin-off        |
| Tony Hawk's Pro Skater 1 + 2   | 2020               | PlayStation 4, Xbox One, PC, Nintendo Switch                                                                                               | Remake          |
| Tony Hawk's Pro Skater 3 + 4   | 2025               | PlayStation 4, Xbox One, PC, Nintendo Switch, Xbox Series X/S, PlayStation 5, Nintendo Switch 2                                            | Remake          |

## Skaters
Listado de los skaters que han aparecido en la saga de Tony Hawk's y en qué entrega lo han hecho.
| Skater              | THPS | THPS2 | THPS3 | THPS4 | THUG | THUG2 | THAW | THP8 | THPG | TH: R | TH: S | THPS HD | THPS 5 | THPS 1 + 2 |
| ------------------- | ---- | ----- | ----- | ----- | ---- | ----- | ---- | ---- | ---- | ----- | ----- | ------- | ------ | ---------- |
| Lyn-Z Adams Hawkins | No   | No    | No    | No    | No   | No    | No   | Sí   | No   | Sí    | Sí    | Sí      | No     | No         |
| Tony Alva           | No   | No    | No    | No    | No   | No    | Sí   | No   | No   | No    | No    | No      | No     | No         |
| Lizzie Armanto      | No   | No    | No    | No    | No   | No    | No   | No   | No   | No    | No    | No      | Sí     | Sí         |
| Torah Bright        | No   | No    | No    | No    | No   | No    | No   | No   | No   | No    | Sí    | No      | No     | No         |
| Leticia Bufoni      | No   | No    | No    | No    | No   | No    | No   | No   | No   | No    | No    | No      | Sí     | Sí         |
| Bob Burnquist       | Sí   | Sí    | No    | Sí    | Sí   | Sí    | Sí   | Sí   | Sí   | No    | No    | No      | No     | Sí         |
| Cara-Beth Burnside  | No   | No    | No    | No    | No   | No    | No   | No   | No   | Sí    | No    | No      | No     | No         |
| Steve Caballero     | No   | Sí    | Sí    | Sí    | Sí   | No    | No   | No   | No   | No    | No    | Sí      | No     | Sí         |
| Kareem Campbell     | Sí   | Sí    | Sí    | Sí    | Sí   | No    | No   | No   | No   | No    | No    | No      | No     | Sí         |
| Chris Cole          | No   | No    | No    | No    | No   | No    | No   | No   | No   | No    | No    | Sí      | Sí     | No         |
| Dustin Dollin       | No   | No    | No    | No    | No   | No    | No   | Sí   | Sí   | Sí    | No    | No      | No     | No         |
| Corey Duffel        | No   | No    | No    | No    | No   | No    | No   | No   | No   | No    | Sí    | No      | No     | No         |
| Jason Ellis         | No   | No    | No    | No    | No   | No    | Sí   | No   | No   | No    | No    | No      | No     | No         |
| Rune Glifberg       | Sí   | Sí    | Sí    | Sí    | Sí   | No    | No   | No   | No   | No    | No    | No      | No     | Sí         |
| David González      | No   | No    | No    | No    | No   | No    | No   | No   | No   | No    | Sí    | No      | Sí     | No         |
| Jake Harrison       | No   | No    | No    | No    | No   | No    | No   | No   | No   | No    | No    | Sí      | No     | No         |
| Riley Hawk          | No   | No    | No    | No    | No   | No    | No   | No   | No   | No    | No    | Sí      | Sí     | Sí         |
| Tony Hawk           | Sí   | Sí    | Sí    | Sí    | Sí   | Sí    | Sí   | Sí   | Sí   | Sí    | Sí    | Sí      | Sí     | Sí         |
| Matt Hoffman        | No   | No    | No    | Sí    | No   | No    | Sí   | No   | No   | No    | No    | No      | No     | No         |
| Aaron Homoki        | No   | No    | No    | No    | No   | No    | No   | No   | No   | No    | No    | No      | Sí     | No         |
| Christian Hosoi     | No   | No    | No    | No    | No   | No    | No   | Sí   | No   | Sí    | No    | No      | No     | No         |
| Nyjah Huston        | No   | No    | No    | No    | No   | No    | No   | Sí   | Sí   | Sí    | No    | Sí      | Sí     | Sí         |
| Natas Kaupas        | No   | No    | No    | No    | No   | Sí    | No   | No   | No   | No    | No    | No      | No     | No         |
| Jeff King           | No   | No    | No    | No    | No   | No    | No   | No   | Sí   | No    | No    | No      | No     | No         |
| Eric Koston         | No   | Sí    | Sí    | Sí    | Sí   | Sí    | No   | No   | No   | No    | No    | Sí      | No     | Sí         |
| Bucky Lasek         | Sí   | Sí    | Sí    | Sí    | Sí   | No    | No   | No   | No   | No    | No    | No      | No     | Sí         |
| Jason Lee           | No   | No    | No    | No    | No   | No    | No   | Sí   | No   | No    | No    | No      | No     | No         |
| Sean Malto          | No   | No    | No    | No    | No   | No    | No   | No   | No   | No    | Sí    | No      | No     | No         |
| Bam Margera         | No   | No    | Sí    | Sí    | Sí   | Sí    | Sí   | Sí   | Sí   | No    | No    | No      | No     | No         |
| Mike Mo Capaldi     | No   | No    | No    | No    | No   | No    | No   | No   | No   | Sí    | No    | No      | No     | No         |
| Lance Mountain      | No   | No    | No    | No    | No   | No    | No   | No   | Sí   | No    | No    | No      | No     | No         |
| Rodney Mullen       | No   | Sí    | Sí    | Sí    | Sí   | Sí    | Sí   | Sí   | Sí   | Sí    | No    | Sí      | No     | Sí         |
| Chad Muska          | Sí   | Sí    | Sí    | Sí    | Sí   | Sí    | No   | No   | No   | No    | No    | No      | No     | Sí         |
| Steve Nesser        | No   | No    | No    | No    | No   | No    | No   | No   | No   | Sí    | No    | No      | No     | No         |
| Alex Olson          | No   | No    | No    | No    | No   | No    | No   | No   | No   | Sí    | No    | No      | No     | No         |
| Chaz Ortiz          | No   | No    | No    | No    | No   | No    | No   | No   | No   | No    | Sí    | No      | No     | No         |
| Stacy Peralta       | No   | No    | No    | No    | Sí   | No    | No   | No   | No   | No    | No    | No      | No     | No         |
| Andrew Reynolds     | Sí   | Sí    | Sí    | Sí    | Sí   | No    | Sí   | No   | Sí   | No    | No    | Sí      | Sí     | Sí         |
| Travis Rice         | No   | No    | No    | No    | No   | No    | No   | No   | No   | No    | Sí    | No      | No     | No         |
| Paul Rodríguez      | No   | No    | No    | No    | Sí   | No    | Sí   | Sí   | No   | Sí    | No    | No      | No     | No         |
| Jereme Rogers       | No   | No    | No    | No    | No   | No    | No   | No   | Sí   | No    | No    | No      | No     | No         |
| Geoff Rowley        | Sí   | Sí    | Sí    | Sí    | Sí   | No    | No   | No   | No   | No    | Sí    | Sí      | No     | Sí         |
| Arto Saari          | No   | No    | No    | No    | Sí   | No    | No   | No   | Sí   | No    | No    | No      | No     | No         |
| Ryan Sheckler       | No   | No    | No    | No    | No   | Sí    | Sí   | Sí   | Sí   | Sí    | No    | No      | No     | No         |
| Daewon Song         | No   | No    | No    | No    | No   | No    | Sí   | Sí   | Sí   | Sí    | No    | No      | No     | No         |
| Kevin Staab         | No   | No    | No    | No    | No   | No    | No   | Sí   | No   | No    | No    | No      | No     | No         |
| Elissa Steamer      | Sí   | Sí    | Sí    | Sí    | Sí   | No    | No   | No   | No   | No    | No    | No      | No     | Sí         |
| Jamie Thomas        | Sí   | Sí    | Sí    | Sí    | Sí   | No    | No   | No   | No   | No    | No    | No      | No     | Sí         |
| Rick Thorne         | No   | No    | No    | Sí    | No   | No    | Sí   | No   | No   | No    | No    | No      | No     | No         |
| Vanessa Torres      | No   | No    | No    | No    | No   | No    | No   | No   | Sí   | No    | No    | No      | No     | No         |
| Tony Trujillo       | No   | No    | No    | No    | No   | No    | Sí   | No   | No   | No    | No    | No      | No     | No         |
| Mike Vallely        | No   | No    | No    | Sí    | Sí   | Sí    | Sí   | Sí   | Sí   | Sí    | No    | No      | No     | No         |
| Louie Vito          | No   | No    | No    | No    | No   | No    | No   | No   | No   | No    | Sí    | No      | No     | No         |
| Ishod Wair          | No   | No    | No    | No    | No   | No    | No   | No   | No   | No    | No    | No      | Sí     | No         |
| Wee Man             | No   | No    | No    | No    | No   | Sí    | No   | No   | No   | No    | No    | No      | No     | No         |
| Emily Westlund      | No   | No    | No    | No    | No   | No    | No   | No   | No   | No    | No    | Sí      | No     | No         |
| Stevie Williams     | No   | No    | No    | No    | No   | No    | Sí   | Sí   | Sí   | Sí    | Sí    | No      | No     | No         |
| Tyshawn Jones       | No   | No    | No    | No    | No   | No    | No   | No   | No   | No    | No    | No      | No     | Sí         |
| Aori Nishimura      | No   | No    | No    | No    | No   | No    | No   | No   | No   | No    | No    | No      | No     | Sí         |
| Leo Baker           | No   | No    | No    | No    | No   | No    | No   | No   | No   | No    | No    | No      | No     | Sí         |
| Shane O'Neill       | No   | No    | No    | No    | No   | No    | No   | No   | No   | No    | No    | No      | No     | Sí         |

### Apariciones especiales
Estos son personajes desbloqueables que han hecho apariciones especiales en los juegos de Tony Hawk, mientras que la mayoría son celebridades y músicos del mundo real, otros vienen de propiedades y licencias que Activision o Neversoft celebrada en el tiempo.
Celebridades
- Kelly Slater (Pro Skater 3)
- Gene Simmons (Underground)
- Jesse James (Underground 2)
- Steve-O (Underground 2)
- Phil Margera (Underground 2)
- Lil Jon (American Wasteland)
- Billie Joe Armstrong (American Wasteland)
- Travis Barker (Project 8)
- MCA (Proving Ground)
- Kat Von D (Ride)
- James Hetfield (Pro Skater HD)
- Robert Trujillo (Pro Skater HD)
- Lil Wayne  (Pro Skater 5)
- Tyler, The Creator(Pro Skater 5)

Invitados ficticios de otras propiedades
- Spider-Man (Pro Skater 2)
- Darth Maul (Pro Skater 3)
- Wolverine (Pro Skater 3)
- Doomguy (Pro Skater 3)
- Jango Fett (Pro Skater 4)
- Eddie the Head (Pro Skater 4)
- Iron Man (Underground)
- T.H.U.D. (Underground)
- Shrek (Underground 2)
- Call of Duty Soldier (Underground 2)
- Grim Ripper (Project 8)
- Judy Nails (Proving Ground)
- King Graham (Pro Skater 5)
- TMNT (Pro Skater 5)